# Салім (місто)
Салім — царське місто Мелхиседека (Бут. 14:18; Євр. 7:1), що існувало на місці Єрусалиму.
 У Салимі намет Його, а мешкання Його на Сіоні (Пс. 75:3)
Також існує думка, що Салімом називалося інше місце, поблизу якого хрестив Іван (Ів. 3:23). Воно знаходилося у районі Еноніа, на захід від Йордана. Деякі думають, що це справжнє селище Шейк-Салім в 6 милях від Бет-Шану.
Крім того, є гіпотеза, згідно з якою замість міста Салім в Біблії спочатку фігурував Содом.